# ۹۱۰ (میلادی)
۹۱۰ (میلادی) نهصد و دهمین سال تقویم میلادی است.

## درگذشتگان
‎